# Keirrison de Souza Carneiro
Keirrison de Souza Carneiro (Dourados, 3 december 1988) - voetbalnaam Keirrison - is een Braziliaanse betaald voetballer. Hij tekende in juli 2009 een vijfjarig contract bij FC Barcelona, dat hem sinds april 2012 verhuurt aan ex- club Coritiba. Eerder werd hij verhuurd aan onder meer SL Benfica en AC Fiorentina. Barcelona betaalde veertien miljoen euro voor hem aan SE Palmeiras, waar op basis van sportieve prestaties tot twee miljoen bij kan komen. Hij speelt op dit moment voor het Portugese FC Arouca.

## Loopbaan

### Jeugd
Keirrison komt voort uit een voetbalfamilie. Zijn vader Adir speelde jarenlang bij het kleine Operário, dat uitkwam in de Braziliaanse Série C. Daar werd hij de topscorer aller tijden en haalde hij in 1987 het kampioenschap van de Série C binnen. Toen zijn zoon Keirrison drie jaar was, vertelde hij in de lokale kranten dat zijn zoon een voetbalster zou worden. Vervolgens was Adir de belangrijkste coach van zijn zoon. Hij trainde Keirrison van zijn vijfde tot en met zijn veertiende levensjaar. In 2000, toen Keirrison twaalf jaar was, kwam hij in de jeugdopleiding van Coritiba terecht. Op de CT da Graciosa, het opleidingscomplex van Cortiba, bewees hij ieder jaar weer dat hij tot de besten van zijn team behoorde. Dit bleek vooral bij de Copa São Paulo de Futebol Júnior, het grootste jeugdtoernooi van Brazilië. Hier scoorde hij acht doelpunten, ondanks het feit dat Coritiba al in de kwartfinale werd uitgeschakeld.

### Doorbraak
Zijn goede prestaties op het jeugdtoernooi waren reden genoeg om hem in 2006 bij het eerste elftal te halen. Cortiba was het jaar daarvoor gedegradeerd naar de Braziliaanse Série B en wilde zo snel mogelijk weer promoveren. Keirrison begon in zijn eerste jaar zeer verdienstelijk maar moest na een aantal duels al afhaken omdat hij geblesseerd raakte in een wedstrijd om de Campeonato Paranaense. Hij scheurde zijn kruisbanden af en moest de rest van het seizoen vanaf de zijlijn toekijken, maar met zijn drie doelpunten in zes duels had hij een goede indruk achter weten te laten.
Net voor het begin van het seizoen 2007 was Keirrison weer volledig hersteld van zijn blessure. Coritiba was nog steeds actief in de Série B omdat het promotie net had misgelopen door een slecht einde van de competitie. Het roer werd omgegooid en er werd plaatsgemaakt voor de jeugd. Dit kwam vooral Keirrison en zijn teamgenoten Pedro Ken en Henrique ten goede (samen het "Trio de Ouro"). In de laatste minuten van het seizoen werd het kampioenschap veiliggesteld. Keirrison was door een doelpunt in die wedstrijd medeverantwoordelijk voor de zege.
In het seizoen 2008 vestigde Keirrison zijn naam definitief door goede prestaties in de Braziliaanse Série A en het staatskampioenschap. Na een moeizame start in de Campeonato Paranaense bereikte de club uiteindelijk toch de halve finale, waar het Paraná Clube trof. De spits klaarde de klus eigenhandig met vier doelpunten in twee duels. Daarmee werd de finale bereikt, waarin Coritiba aantrad tegen aartsrivaal Atlético Paranaense. Het eerste duel werd thuis met 2-0 gewonnen, in de terugwedstrijd hield Coritiba de schade beperkt door met 1-2 te verliezen. Keirrison werd met zijn club winnaar van het staatskampioenschap en was topscorer met 18 doelpunten. Hij werd zelfs verkozen tot beste voetballer van het toernooi.
In de Série A ging hij door met doelpunten maken. Vanaf het begin deed hij mee om de topscorerstitel. Vooral Santos moest het zwaar ontgelden; in de uitwedstrijd scoorde Keirrison een hattrick en eind november scoorde hij er in het Couto Pereira zelfs vier. Zijn doelpunten trokken logischerwijs de aandacht van verschillende clubs uit binnen- en buitenland. São Paulo liet van zich horen, Palmeiras toonde concrete interesse maar ook clubs als PSV, Ajax en Heerenveen werden met de spits in verband gebracht. Later in het jaar voegden Valencia, Liverpool en Real Madrid zich aan dit lijstje toe. Vooral de Koninklijke leek concrete interesse hebben. Een bod van CSKA Moskou werd op verzoek van Keirrison zelf afgewezen.
Uiteindelijk werd Keirrison met 21 doelpunten samen met twee andere spelers topscorer van de Série A. Wel won hij als enige de Prêmio Friedenreich (gouden schoen) omdat hij in alle officiële competities samen het meeste scoorde: 41 doelpunten. Ten slotte ontving hij ook nog het bronzen beeldje voor "Beste aanvaller 2008" en de titel "Talent van het jaar 2008".

### Transfer en transferrechten
In januari 2009 maakte Keirrison de overstap van Coritiba naar Palmeiras. Over deze transfer is veel onderhandeld. Het Palmeiras van Vanderlei Luxemburgo wilde Coritiba hebben voor het staatskampioenschap en probeerde daarom met alle macht het nog vier maanden durende contract van Keirrison af te kopen. Daarbij werd zowel onderhandeld over een afkoopsom als een verhuur van verschillende spelers aan Coritiba. Op 16 januari 2009 werd bekend dat Coritiba en Palmeiras een overeenkomst hadden bereikt. Over de getroffen regeling hebben beide clubs geen mededelingen gedaan, maar verschillende Braziliaanse media meldden in ieder geval een compensatie van R$2 miljoen.
Lange tijd was 80% van de transferrechten in handen van het makelaarsbureau Massa Sport. In 2006 had Coritiba de kans haar aandeel te verhogen naar 50% voor een bedrag van US$500.000,-. Door geldproblemen was toenmalig voorzitter Giovani Gionédis echter niet in staat om dit deel van de rechten over te nemen. In de Europese zomer van 2008 werd het deel van Massa Sport voor een niet bekendgemaakte som geld overgenomen door het spelermakelaarsbureau Traffic. Coritiba bestrijdt echter de rechtsgeldigheid van deze overeenkomst en heeft een eerste rechtszaak gewonnen. Coritiba zou daarom over 100% van de rechten beschikken. Massa Sports en Traffic zijn tegen deze uitspraak in beroep gegaan. Het hoger beroep loopt nog steeds. Het is niet duidelijk welke invloed de transfer van Keirrison naar Barcelona zal hebben.

### Palmeiras
Bij het Palmeiras van Vanderlei Luxemburgo is Keirrison vanaf de eerste dag een vaste waarde. Hij maakte zijn debuut in het staatskampioenschap van São Paulo tegen Mogo Mirim en scoorde twee keer in de met 3-0 gewonnen wedstrijd. In de voorronde van de Copa Libertadores wist hij eveneens twee keer te scoren in de met 5-1 gewonnen wedstrijd tegen Real Potosí. In mei begonnen geruchten op te duiken dat Europese clubs zich weer gemeld hadden. Barcelona bleek het meest concreet en Palmeiras gaf de spits toestemming met de Spaanse club te praten. Een boze Luxemburgo hekelde de speler in de pers en werd niet veel later ontslagen door een bestuur dat voelde dat de kritiek ook op hen gericht was. In totaal scoorde de jongeling 24 doelpunten in 35 wedstrijden voor Palmeiras.

### Barcelona
Op 23 juli 2009 werd de transfer van Keirrison naar Barcelona openbaar gemaakt. Met de transfer is een som van rond de 14 miljoen euro gemoeid, waarvan Palmeiras ongeveer 20% krijgt en de rest op het conto van het makelaarsbureau Traffic lijkt te belanden. Net als zijn oud-ploeggenoot bij Coritiba, Henrique, wordt Keirrison eerst een jaar verhuurd om ervaring op te doen. De namen van Porto en Ajax circuleerden in de Nederlandse media als gegadigden, maar de uiteindelijke huurder bleek op 28 juli 2009 Benfica. Deze uitleenbeurt bleek niet succesvol en na de winterstop werd hij verhuurd aan AC Fiorentina. De Italiaanse club kon hem tijdens zijn uitleenbeurt ook definitief aantrekken als het vijftien miljoen euro zou betalen voor de speler. Na een halfjaar had Keirrison nog bijna niet gespeeld voor Fiorentina en stuurde de club hem terug naar Barcelona. Zijn club liet zijn vraagprijs zakken van vijftien miljoen naar slechts drie miljoen euro. Vervolgens werd hij een paar dagen later voor een derde keer uitgeleend, deze keer aan Santos. Nadien volgde een uitleenbeurt aan EC Cruzeiro. Sinds april 2012 wordt hij uitgeleend aan ex-club Coritiba FC.

### Olympisch elftal
Keirrison kwam in 2007 in één duel uit voor Brazilië onder 23, dat een oefenwedstrijd speelde tegen een selectie van de beste voetballers uit de Série A. Lange tijd leek het erop dat Keirrison zou worden geselecteerd voor het Braziliaans voetbalelftal dat zou afreizen naar China voor het voetbaltoernooi op de Olympische Zomerspelen. Deze kans kreeg de jonge spits echter niet; de concurrentie van onder andere Alexandre Pato en Rafael Sóbis was te groot.

## Erelijst

### Club
- Série B: 2007
- Campeonato Paranaense: 2008

### Individueel
- Topscorer Campeonato Paranaense: 2008
- Beste aanvaller Campeonato Paranaense: 2008
- Beste speler Campeonato Paranaense: 2008
- Topscorer Série A: 2008
- Talent van het jaar: 2008
- Doelpuntenkoning Brazilië: 2008
- Prêmio Friedenreich: 2008
- Gouden schoen: 2008
- Zilveren bal: 2008

## Trivia
- In april 2008 kochten Keirrison en zijn vader een voetbalclub van de stad Campo Grande. Ze hebben de naam veranderd in Centro de Futebol Keirrison, afgekort als CFK9.

## Bron
- Managers United